# Monarco
Hildmar Diniz, o Monarco (Rio de Janeiro, 17 de agosto de 1933 —
Rio de Janeiro, 11 de dezembro de 2021), foi um cantor e compositor brasileiro. Baluarte e presidente de honra da Portela. Foi discípulo de Paulo da Portela.

## Biografia
Nasceu no bairro de Cavalcante, mas ainda criança foi morar em Nova Iguaçu, filho de um marceneiro chamado José Filipe Diniz. Aos dez anos de idade, mudou-se para Oswaldo Cruz, subúrbio do Rio e bairro de origem da Portela. Àquela época teve de perto contato com os sambistas da escola, integrando blocos e compondo sambas ainda pequeno. Também foi nessa época que surgiu o apelido, Monarco.
Em 1950, foi convidado a integrar a ala de compositores da Portela, onde mais tarde viria a se tornar líder da velha guarda. Também foi diretor de harmonia da escola. Nunca chegou a ganhar uma disputa de samba-enredo (o samba cantado durante o desfile da escola), mas conseguiu consagrar sambas "de terreiro" ou "sambas de quadra", como são conhecidos aqueles executados nos ensaios e logo tornados emblemas do patrimônio cultural coletivo dessas associações. Um deles é "Passado de Glória", que já foi "esquenta" (samba executado na área de concentração, pouco antes do desfile) da agremiação em diversos anos. Sua última disputa de samba-enredo foi em 2007, com seu filho Mauro Diniz e o presidente da Ala de Compositores da Portela, Júnior Scafura.
Seu primeiro disco solo foi lançado em 1976, com temas como "O Quitandeiro" (com Paulo da Portela) e "Lenço" (com Francisco Santana). Em 1995, Monarco tem o CD A Voz do Samba lançado no Japão. No Brasil, foi editado pelo selo Kuarup.
Em 1999 a cantora Marisa Monte convidou Monarco e a Velha Guarda da Portela para o CD Tudo Azul, de sua produção, que contou com participação de Paulinho da Viola e Zeca Pagodinho.
De outra parte, entre os momentos de desalento vividos pelo grupo, conta-se aquele do desfile da escola de samba Portela em 2005, quando, após um atraso da seção de abertura do desfile, ou seja, a do carro-alegórico chamado Abre-Alas (onde funcionários da agremiação não conseguiram encaixar as asas da águia símbolo da escola a tempo do desfile), o último setor e o chamado "carro da agremiação" foram impedidos de desfilar, pelo receio de se ultrapassar o tempo regulamentar de desfile, com as consequentes penalizações que isso implicaria. Naquele setor era onde estavam exatamente os integrantes da Velha Guarda da Portela, entre eles Monarco, Tia Surica, Casquinha e outros nobres do samba.
Em 2008 foi lançado o documentário Mistério do Samba, dirigido pelos cineastas Lula Buarque de Hollanda e Carolina Jabor, e também produzido por Marisa Monte, que levara dez anos para ser concluído, e no qual Monarco participa oferecendo relatos de sua história de vida e seus testemunhos pessoais sobre a história do samba no Rio de Janeiro. Essa produção foi incluída na seleção oficial do Festival de Cannes.

Em 2010, Monarco gravou seu primeiro DVD - Monarco: A Memória do Samba - no dia 28 de setembro, no Teatro Oi Casa Grande, Rio de Janeiro. Assim como o documentário Mistério do Samba, esse projeto se pretende como um registro para a história da tradição do samba. Desse DVD, participam Zeca Pagodinho, Martinho da Vila, Paulinho da Viola, Velha Guarda da Portela e Família Diniz. A direção artística ficou a cargo de seu filho, Mauro Diniz. Beth Carvalho também participa do DVD. Apesar de não poder comparecer ao show por conta da recuperação de um cirurgia na coluna, Monarco e sua banda foram à sua casa para gravar, com a chamada "madrinha do samba", a canção "Lenço". A gravação foi exibida durante o show e está presente no DVD. Esse produto faz parte de um projeto da ONG Oficina do Parque, voltado para a preservação da obra do bamba portelense, e traz consigo um CD ao vivo do mesmo show e um encarte impresso intitulado “Memórias de um Bamba”, com partituras, notas musicais e biográficas, curiosidades e anedotas vividas por Monarco.

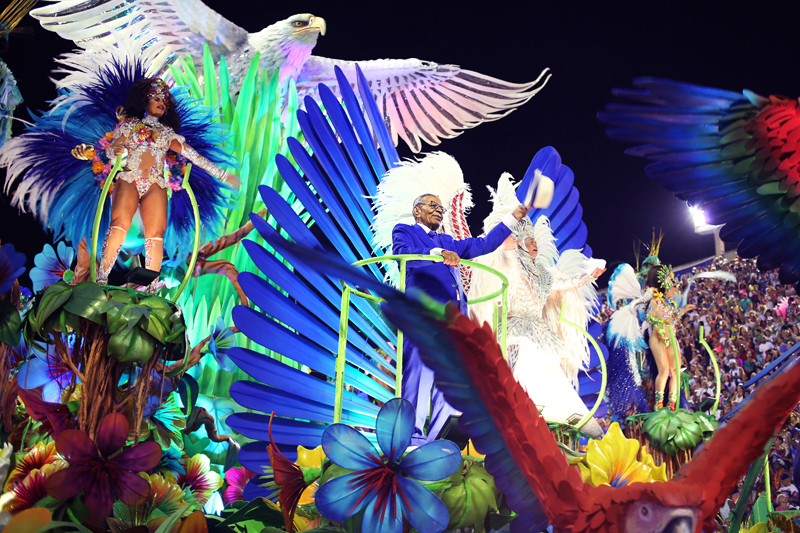
Monarco desfila no abre-alas da Majestade do Samba, 2019. Foto Guy Veloso

Em maio de 2011, o DVD foi lançado em um show para convidados no Teatro Rival Petrobrás, no centro do Rio de Janeiro. Lá, a ONG  realizadora do projeto informou que, a princípio, o material (almanaque, CD e DVD) não estaria à venda, mas seria distribuído às bibliotecas públicas.
Em 2013, Monarco foi articulador da vitória da chapa Portela Verdade, encabeçada por Serginho Procópio como presidente e Marcos Falcon, o vice, atuando politicamente contra o então ex-presidente da Portela (Nilo Figueiredo), e tornando-se então o presidente de honra da escola.
Em 2015, seu álbum Passado de Glória - Monarco 80 anos foi premiado no 26.º Prêmio da Música Brasileira na categoria Melhor Álbum de Samba.
Em 2019, seu álbum De Todos os Tempos foi indicado ao Grammy Latino de Melhor Álbum de Samba/Pagode.

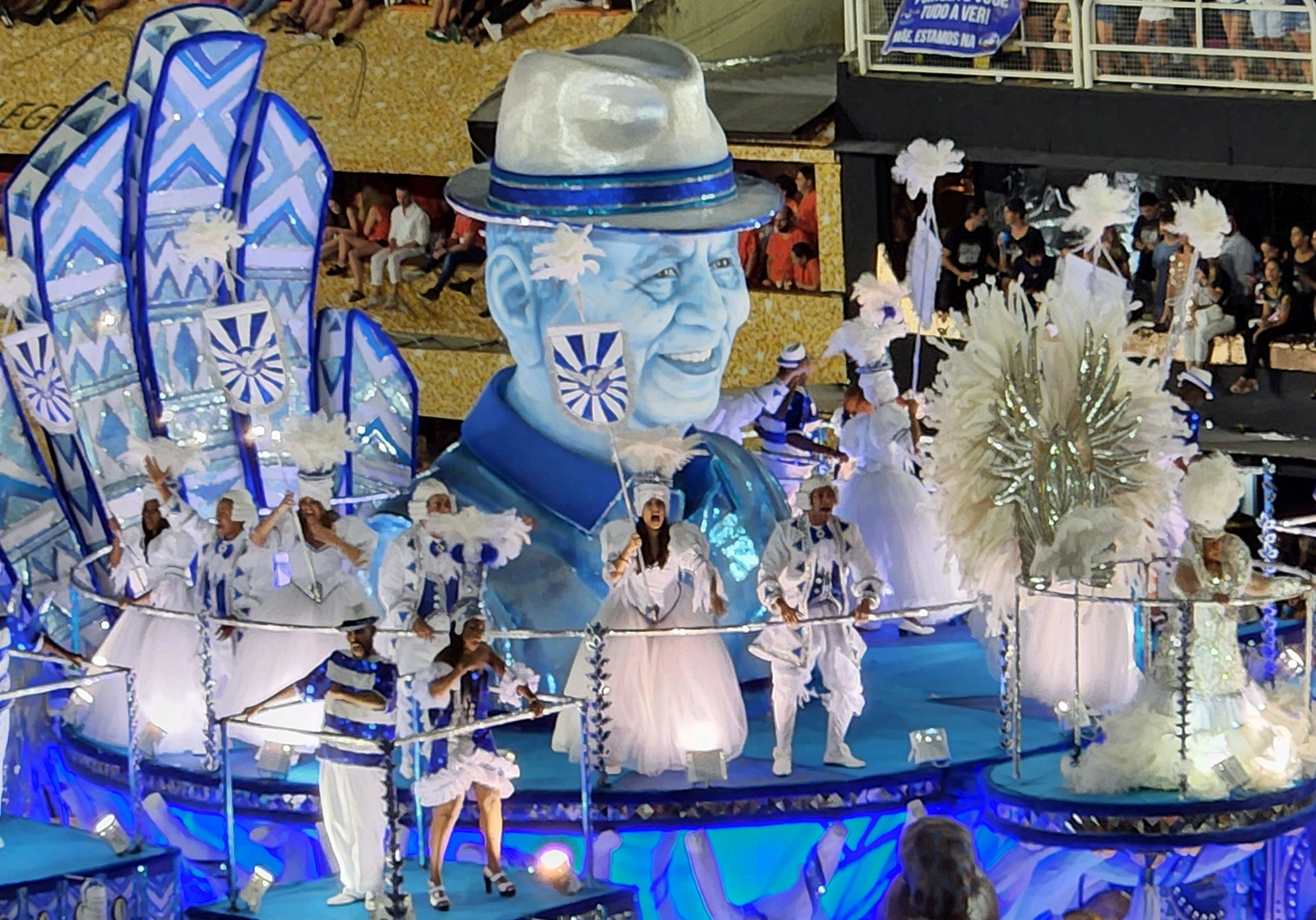
Monarco foi homenageado com uma escultura na última alegoria do desfile da Portela em 2022

Morreu em 11 de dezembro de 2021, aos 88 anos de idade, no Rio de Janeiro. O sambista estava internado no Hospital Federal Cardoso Fontes, onde passou por uma cirurgia no intestino e não resistiu às complicações. Monarco foi velado na quadra da Portela, em Oswaldo Cruz. Foi sepultado no Cemitério de Inhaúma.
Em sua homenagem, a prefeitura do Rio rebatizou o Parque Madureira como Parque Madureira Mestre Monarco.

## Composições
Monarco é conhecido por ter feito vários êxitos no gênero do samba. Seu primeiro grande sucesso veio em 1973, quando Martinho da Vila gravou Tudo menos amor, canção de Monarco em parceria com Walter Rosa. Outro êxito foi Lenço, interpretado por Paulinho da Viola.
Beth Carvalho gravou Obrigado pelas Flores, em 1979, música que Monarco compôs ao lado de Manaceia. Na voz de Zeca Pagodinho, vieram sucessos como Coração em Desalinho (1986) e Vai Vadiar (1998). Estas duas últimas músicas foram feitas em parceria com Alcino Correia Ferreira.

### Sambas-enredo
Apesar de ser ligado à Portela, Monarco jamais venceu uma disputa de samba-enredo pela azul e branco de Oswaldo Cruz, mas conseguiu êxitos por outras agremiações. Para a Unidos de Padre Miguel, foi o autor de A Conquista de Aracy, em 1966, baseado na obra de José de Alencar. Compôs quatro sambas para a Unidos do Jacarezinho: Exaltação a Frei Caneca (1967), Exaltação à cultura nacional (1968), A história de Vila Rica do Pilar (1969) e Geraldo Pereira, eterna glória do samba (1982). Por também fazer parte da história da agremiação rosa e branco (morou na localidade na década de 1960 e foi presidente da escola entre 1993 e 1994), virou enredo em 2005 quando a escola desfilava pelo grupo B.
Pela Portela, chegou a concorrer em 1984, na disputa pelo enredo Contos de Areia, junto com Noca da Portela. Também disputou em 1987, junto com Mauro Diniz e Noca, para ser o samba de Adelaide, a pomba da paz.

## Discografia[18]

### Álbuns de estúdio
- 1970 - Portela Passado de Glória (RGE)
- 1974 - Monarco (Continental)
- 1976 - Monarco (Eldorado)
- 1980 - Terreiro (Eldorado)
- 1986 - Doce Recordação (Selo Office Sambinha)
- 1989 - Inéditas: Projeto Preservação da Música Popular (CCSP)
- 1994 - A Voz do Samba (Kuarup)
- 2000 - Velhas Companheiras: Mangueira & Portela (Nikita)
- 2000 - Todo Azul (Phonomotor)
- 2000 - Doce Recordação (Nikita)
- 2000 - Monarco (Warner)
- 2001 - Uma História do Samba (Japão)
- 2001 - Meninos do Rio (Carioca Discos)
- 2003 - Uma História do Samba (Rob Digital)
- 2014 - Passado de Glória - Monarco 80 Anos (Independente)
- 2018 - Monarco de Todos os Tempos (Biscoito Fino)

### Participações especiais
- 1984 - Histórias do Céu e da Terra
- 2000 - Ala de Compositores da Portela
- 2001 - Homenagem a Paulo da Portela (Nikita)
- 2005 - Zeca Pagodinho: À Vera (Universal)
- 2012 - Baú da Dona Ivone (Independente)
- 2012 - Samba Book - João Nogueira (Musikeria)

## Premiações
- Estandarte de Ouro

1. 2016 - Personalidade do Carnaval [19]

- Plumas & Paetês Cultural

1. 2016 - Personalidade do Carnaval [20]